# Санта-Марта-ду-Бору
Санта-Марта-ду-Бору (порт. Santa Marta do Bouro; МФА: [ˈsɐ̃.tɐ ˈmaɾ.tɐ du ˈbo.ɾu]) — парафія в Португалії, у муніципалітеті Амареш. Розташована в північно-західній частині країни, на теренах історичної португальської провінції Дору-Міню. Входить до складу округу Брага. За адміністративним поділом, чинним до 1976 року, терени парафії були складовою провінції Міню. Належить до Бразької архідіоцезії Католицької церкви. Патрон — свята Марта. Площа — 9,4993 км². Населення — 490 ос. (2011). Слабо урбанізований регіон. Густота населення — 51,58 осіб/км²
. Код — 030120.

## Назва
- Бору (Санта-Марта) (порт. Bouro (Santa Maria)) — офіційна назва[5].

## Населення
| Кількість мешканців | Кількість мешканців | Кількість мешканців | Кількість мешканців | Кількість мешканців | Кількість мешканців | Кількість мешканців | Кількість мешканців | Кількість мешканців | Кількість мешканців | Кількість мешканців | Кількість мешканців | Кількість мешканців | Кількість мешканців | Кількість мешканців |
| ------------------- | ------------------- | ------------------- | ------------------- | ------------------- | ------------------- | ------------------- | ------------------- | ------------------- | ------------------- | ------------------- | ------------------- | ------------------- | ------------------- | ------------------- |
| 1864                | 1878                | 1890                | 1900                | 1911                | 1920                | 1930                | 1940                | 1950                | 1960                | 1970                | 1981                | 1991                | 2001                | 2011                |
| 921                 | 911                 | 730                 | 770                 | 751                 | 708                 | 828                 | 937                 | 865                 | 942                 | 837                 | 713                 | 621                 | 565                 | 490                 |